# ワイキュー
ワイキューは、ヤフー株式会社が同社のポータルサイトのYahoo! JAPANのスマホ版の特設ページにおいて過去に放送していた、ライブ型クイズ番組。

## 概要
Yahoo! JAPAN内の専用ページで放送される視聴者参加型クイズ番組。
視聴者は、トリビアや謎解き、多数決などのジャンルで構成される全10問のクイズに挑戦し、全問正解すると20万円相当のTポイントやPayPayのポイントを山分けする仕組み。
コメント欄が開放されており、毎日変わる出演者との双方向的なやり取りを楽しむことができる。
2019年1月18日以降は最大4人でチームを組んで問題に答えられるチーム制にも対応している。チーム内のメンバーが選択した解答をリアルタイムで確認し合えたり、間違ってしまったかどうかにかかわらずチーム内でコメントを投稿しあって会話ができる。チーム内の誰かが全問正解すれば、もし自分が脱落していたとしてもポイントをチーム内で分配して獲得できる。

## 沿革
- 2018年9月26日 放送開始[1][2]
- 2019年1月18日 チーム制も選択できるようになる[5][3]
- 6月27日 火曜、水曜、金曜のレギュラー制導入を発表[6]
- 9月30日 この日開催のファン感謝祭をもって放送終了[7]

## 出演者

### レギュラーメンバー
火曜日
ワイキュークイズ部
（岩永徹也、才木玲佳、東大ヤンキー澤山、シューマッハ中村竜太郎、三浦奈保子、古川洋平）
水曜日
百花繚乱
金曜日
URA-KISS（うらきす）
（鷹野日南、中山星香、谷藤海咲、大江れな、石井美音奈、藤井優衣、篠原ののか、他に前説にKissBee Youth出演）
他ゲストメンバー多数